# گابریله مورلی
گابریله مورلی (انگلیسی: Gabriele Morelli؛ زادهٔ ۱۲ دسامبر ۱۹۹۶) بازیکن فوتبال اهل ایتالیا است.
از باشگاه‌هایی که مورلی در آن بازی کرده‌است می‌توان به باشگاه فوتبال لیورنو اشاره کرد.